# 133 Kirena
133 Kirena (mednarodno ime 133 Cyrene) je asteroid tipa S (po SMASS) v glavnem asteroidnem pasu. Po Tholenovem razvrščanju kaže značilnosti dveh tipov asteroidov (tipa S in tipa R).

## Odkritje
Asteroid je 16. avgusta 1873 odkril kanadsko-ameriški astronom James Craig Watson (1838 – 1880).
Poimenovan je po nimfi Kireni, hčerki Hipseusa iz grške mitologije.

## Lastnosti
Asteroid Kirena obkroži Sonce v 5,35 letih. Njegova tirnica ima izsrednost 0,141, nagnjena pa je za 7,233° proti ekliptiki. Njegov premer je 66,6 km, okoli svoje osi pa se zavrti v 12,708 h .
Na površini ima s silikati bogate spojine.